# In silico
In silico是指「在矽之中」，也就是說「進行於電腦中，或是經由電腦模擬」之意，此用語是衍生自另外兩個在生物學上常用的片語：in vivo（生物活體內）及in vitro（生物活體外）。

## 外部連結
- World Wide Words: In silico （页面存档备份，存于）